# A4 (Tunesië)

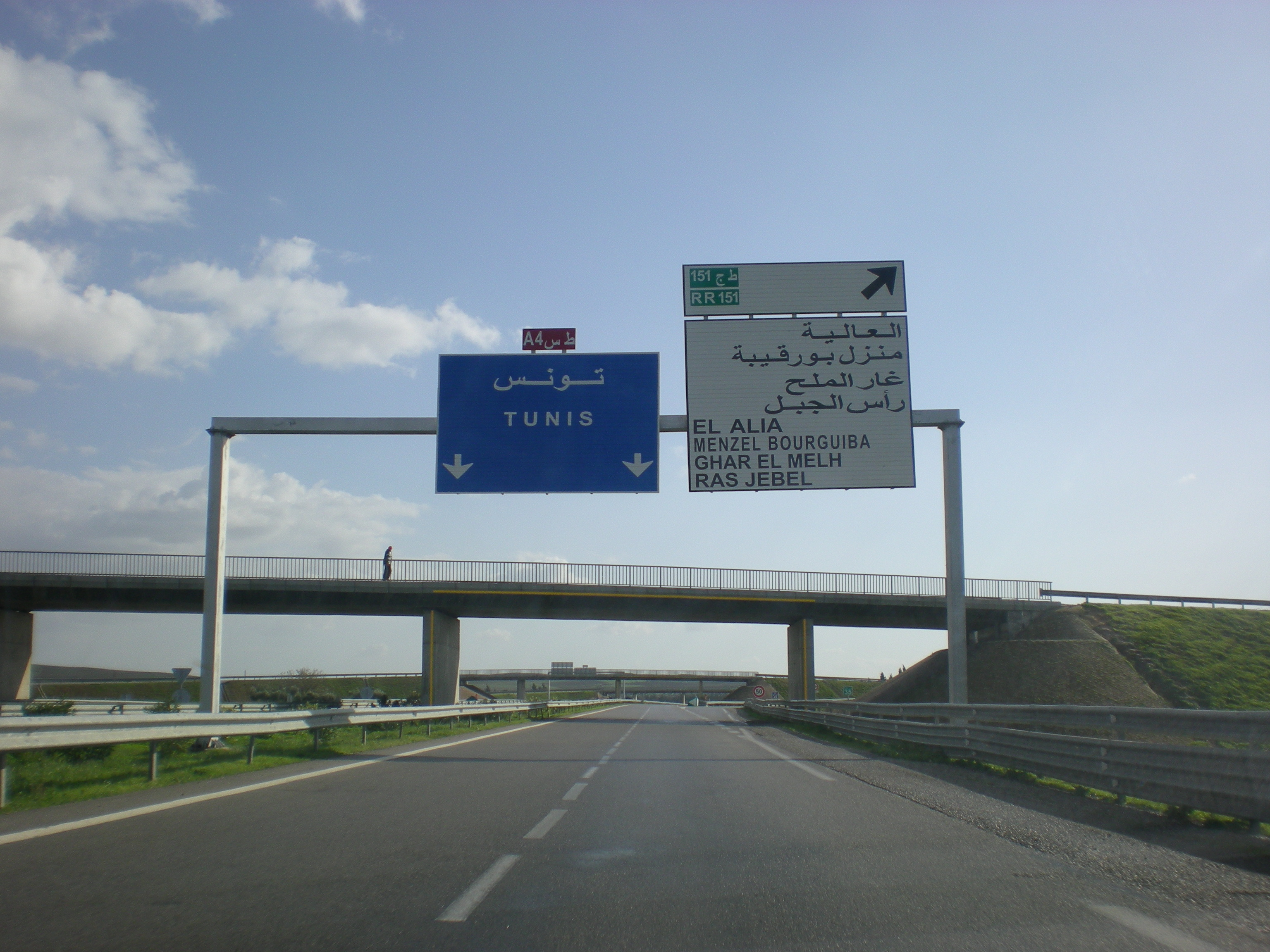
De A4

De A4 is een autosnelweg in Tunesië. De snelweg is 51 kilometer lang en verbindt Tunis met Bizerte. De A4 werd geopend in 2002.
A1 ·
A2 ·
A3 ·
A4